# 즈비그니에프 자파시에비치

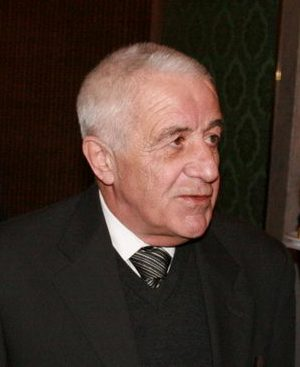

즈비그니에프 자파시에비치(폴란드어: Zbigniew Zapasiewicz, 1934년 9월 13일 ~ 2009년 7월 14일)는 폴란드의 배우, 무대 연출가, 영화 감독이다.
바르샤바에서 태어났으며 바르샤바에서 사망하였다. 포와즈키 군 공동묘지에 매장되었다.

## 영화
- 재방문 (2009년)
- 호프 (2007년)
- 반갑지 않은 사람 (2005년)
- 서플리먼트 (2002년)
- 치명적인 성병 같은 삶 (2000년)
- 11월 (1992년)
- 십계 (1988년)
- 살인에 관한 짧은 필름 (1988년)
- 《우연한 기회》 (1987년)
- 조용한 태양의 해 (1984년)
- 위장 (1977년)